# ヒレナガカンパチ
ヒレナガカンパチ (Seriola rivoliana) はアジ科ブリ属に属する海水魚である。

## 分類

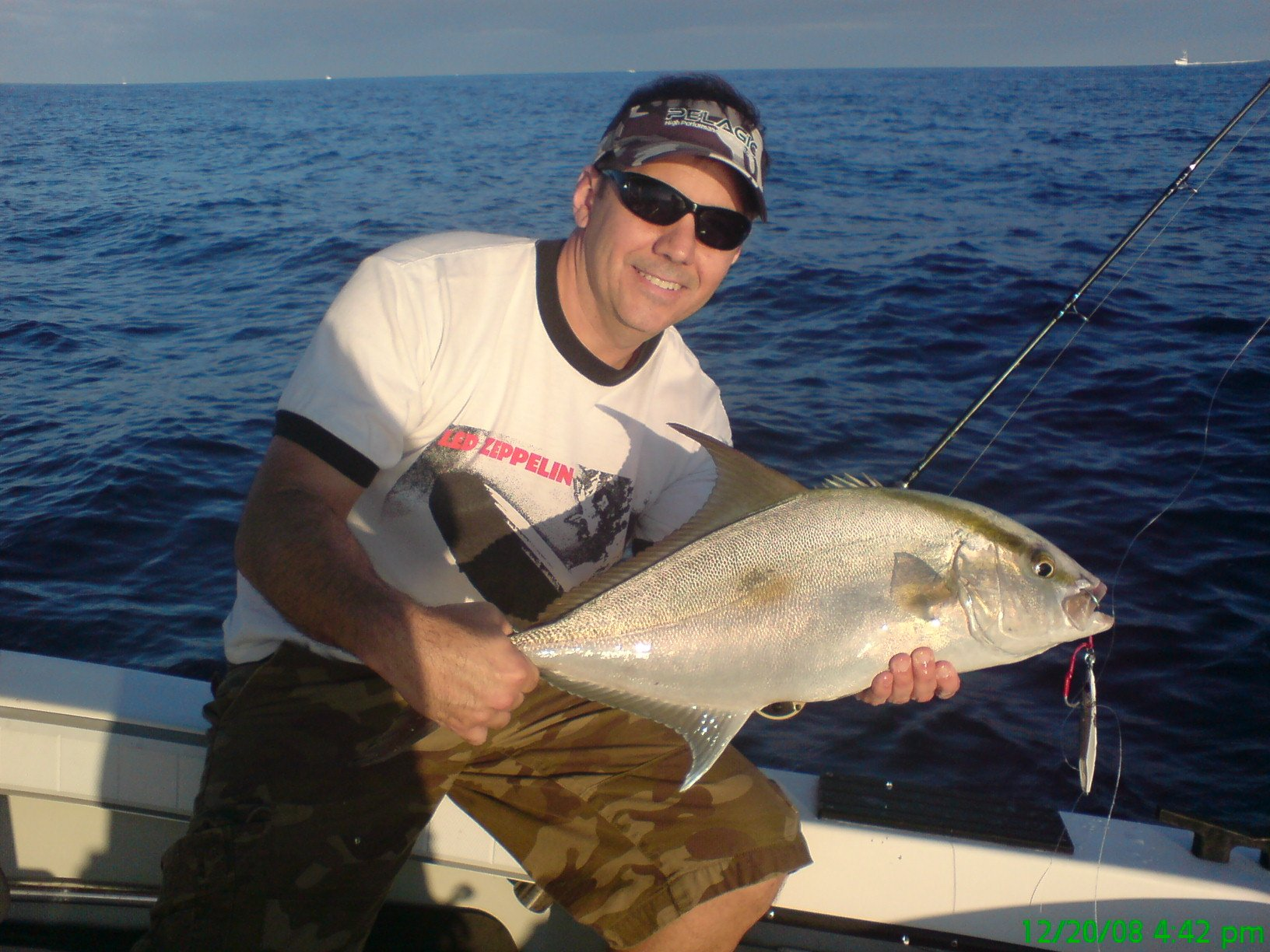
ゲームフィッシュである。

アシル・ヴァランシエンヌとジョルジュ・キュヴィエにより、22巻に及ぶHistoire naturelle des poissonsの中で記載された。これが出版されたのは1833年だが、キュヴィエは1832年に死去している。

## 分布
小さい群れを形成し、堆やサンゴ礁の斜面に生息する。深度5-160mで見られるが、通常は5-35mに生息する。インド太平洋ではケニアから南アフリカ、マリアナ諸島, ウェーク島・琉球諸島・ケルマディック諸島・ニューカレドニアなどに分布する。紅海・セイシェルには分布しない。東太平洋ではカリフォルニアからペルー・ガラパゴス諸島。西大西洋ではケープコッドからアルゼンチン北部まで。東大西洋での分布はよく分かっていないが、ランペドゥーザ島から記録がある。

## 形態
アジ科としては短く側扁した体型で、第二背鰭は第一背鰭の2倍程度の高さがある。第二背鰭・臀鰭は伸長して鎌型になる。背鰭は8棘27-33軟条、臀鰭は3棘18-22軟条。
普通は全長90cm程度だが、最大で160cm・59.9kgになる。
琥珀色からオリーブ色の帯が体側下部に走る。背面と鰭は暗褐色から暗い青緑、腹面の色は薄く、黄色から紫色の反射がある。成体では頭部に暗褐色の線が走る。腹鰭は白い。

## 生態
日中・夜間共に摂食し、小魚やイカを食べる。
体表寄生虫を落とすため、サメやダイバーに体をこすりつけることがある。
26℃での親魚飼育では、採集後2か月ほどで性成熟し産卵した。3か月に渡って毎週1-2回の産卵が観察され、1シーズンの産卵数は1,200万個に達した。

## 養殖
ハワイ島近辺ではKona Kampachiの名で養殖され、天然マグロ等の代替として流通している。2008年の全世界での生産量は450tであった。天然魚はシガテラ毒を持つ可能性があり大規模な漁業が行われていないため、個体数は豊富である。
飼料要求率が最も低い魚類の一つで、選抜育種を行わなくとも、肉1に対し1.6-2の飼料で済む。これはクロマグロの1/10である。肉の脂質含有率は30 %程度である。
深い海底に係留された菱形の網で養殖される。このような場所には強い海流が流れているため、食べ残しなどを流し去って環境負荷を抑えることができる。